# Polytelis alexandrae
Il parrocchetto della regina Alessandra (Polytelis alexandrae) è un uccello della famiglia degli Psittaculidi.